# Bispham (Blackpool)
Bispham – dzielnica w Anglii, w hrabstwie ceremonialnym Lancashire, w dystrykcie (unitary authority) Blackpool. Leży 69 km na północny zachód od miasta Manchester i 327 km na północny zachód od Londynu. W 2011 miejscowość liczyła 6375 mieszkańców. Bispham jest wspomniana w Domesday Book (1086) jako Biscopham.